# ルセ・トロリーバス
ルセ・トロリーバス（ブルガリア語: Русенски тролейбусен транспорт）は、ブルガリアの都市・ルセのトロリーバス。2025年現在は路線バスと共にルセ市が全株を所有するルセ市営交通会社（"Общински Транспорт Русе" ЕАД）によって運営が行われている。

## 概要
社会主義時代の1988年9月9日に開通したトロリーバス路線。以降は市内中心部と住宅地や工業地帯を結ぶ事を目的に路線網が拡大し、開通直後に勃発した共産主義から民主主義への転換、それに伴う混乱や不況に晒されたものの、路線は維持された。運営権については2000年代以降イスラエルの交通事業者であるエゲド傘下の「エゲド・ルセ（Egged Ruse）」が獲得していた時期があったが、2017年からはルセ市が所有するルセ市営交通会社へと移管されている。
2025年1月現在、ルセ市内には以下のトロリーバス路線が存在する。
| 系統番号 | 経路                                               | 備考 |
| -------- | -------------------------------------------------- | ---- |
| 2        | КАТ→ЗАВОД БОР Млекозавод→Мототехника               |      |
| 9        | Млекозавод→Чародейка Юг Чародейка Юг→БОР           |      |
| 13       | Обръщало Дружба 3 - Г. Разпределителна             |      |
| 21       | Чародейка Юг - Г. Разпределителна                  |      |
| 24       | Млекозавод→Обръщало Дружба 3 Обръщало Дружба 3→БОР |      |
| 27       | Блок 48 - Тутракан №25                             |      |
| 29       | Чародейка Юг - Тутракан №25                        |      |

## 車両
開通時に導入されたのはソビエト連邦製のトロリーバス車両であるZiU-9で、翌1989年には連節バスのZiU-10の導入も実施された。だが、経済的な事情もあって新造車両は長期に渡ってこれらの2形式に留まり、1990年代以降はスイス各都市のトロリーバスで使用された車両の譲受が積極的に行われた他、イタリアやチェコで使用された車両も少数導入された。2019年にはこれらの車両の置き換えを目的にスイスやチェコの都市の中古車両の導入が実施されたが、後者については予備部品不足や整備体制の不備、車体の状態の悪さなどが要因となりわずか数年で廃車に追いやられた。
2025年現在ルセ市内で使用されているのは、前述の通り2019年にスイス・ローザンヌのトロリーバス（ローザンヌ・トロリーバス）から譲渡された車両と、2023年以降導入が進む、チェコのSORリブハヴィが製造した新造車両（SOR TNS 12）で、後者は15両が運用されている。

過去の車両
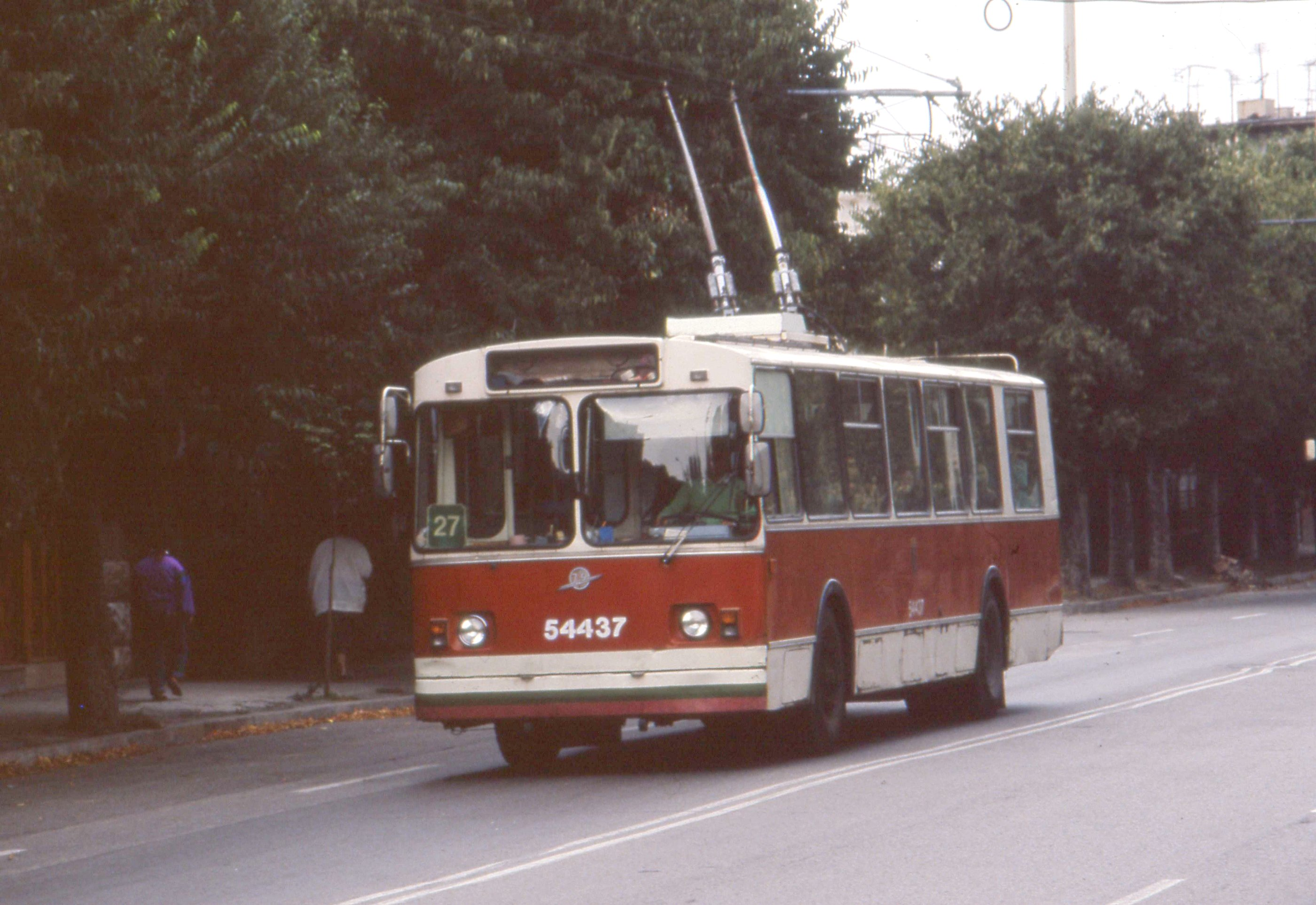
開通時に導入されたZiU-9（1993年撮影）
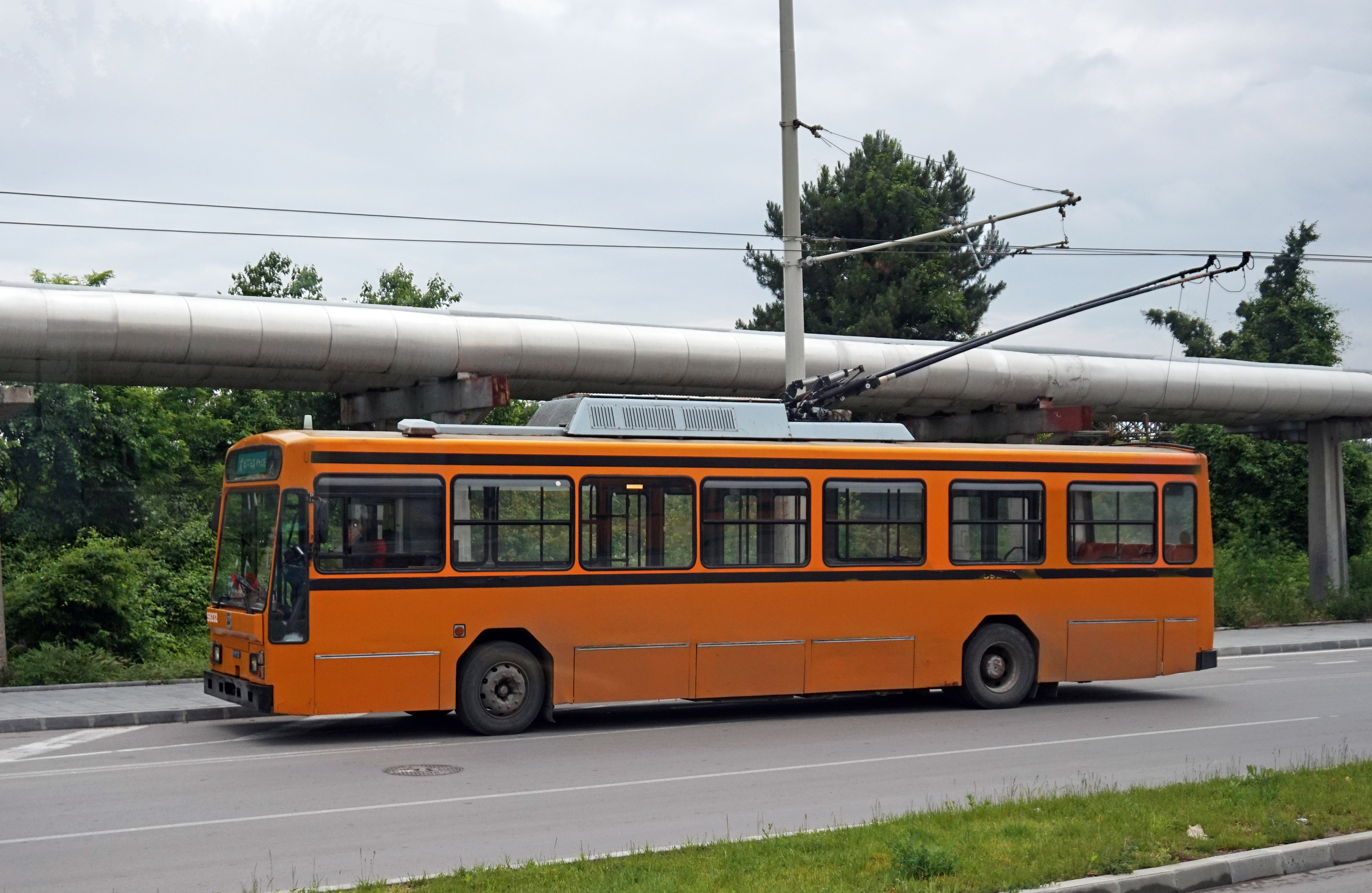
イタリア・ミラノからの譲渡車両（2016年撮影）
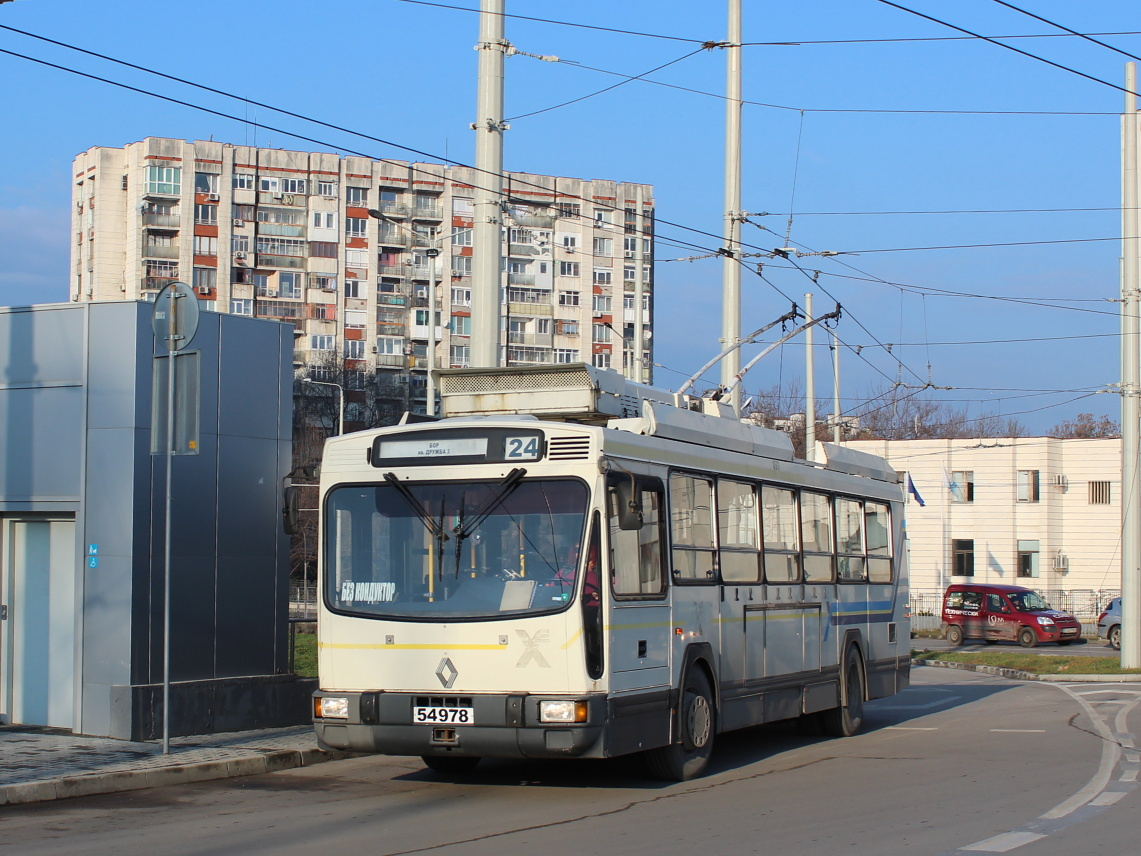
フランス・リモージュからの譲渡車両（2018年撮影）
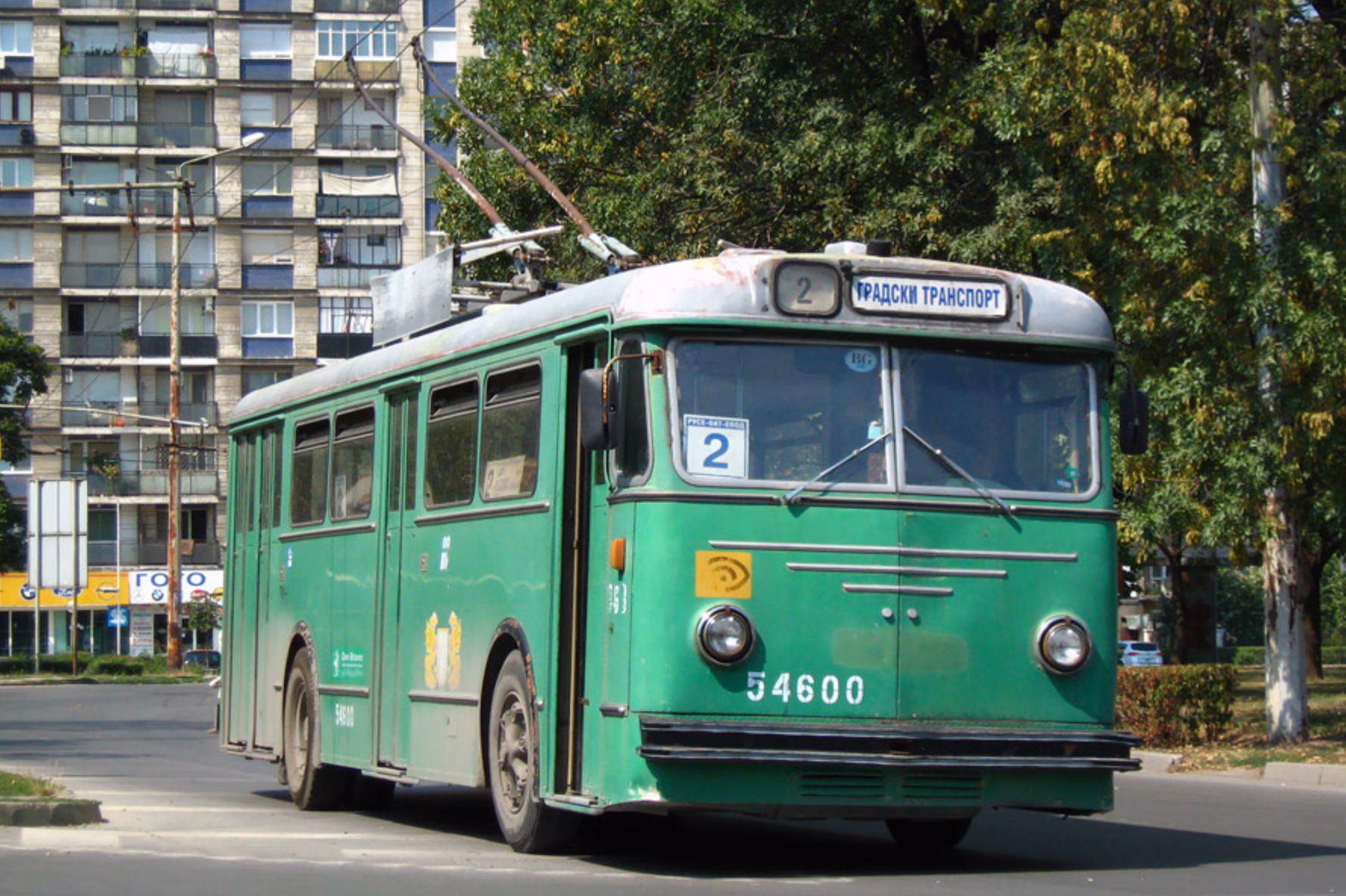
スイス・バーゼルからの譲渡車両（2008年撮影）
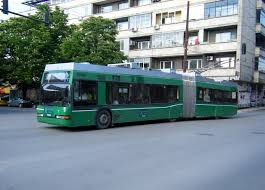
スイス・バーゼルからの譲渡車両（ノンステップバス）（2010年撮影）
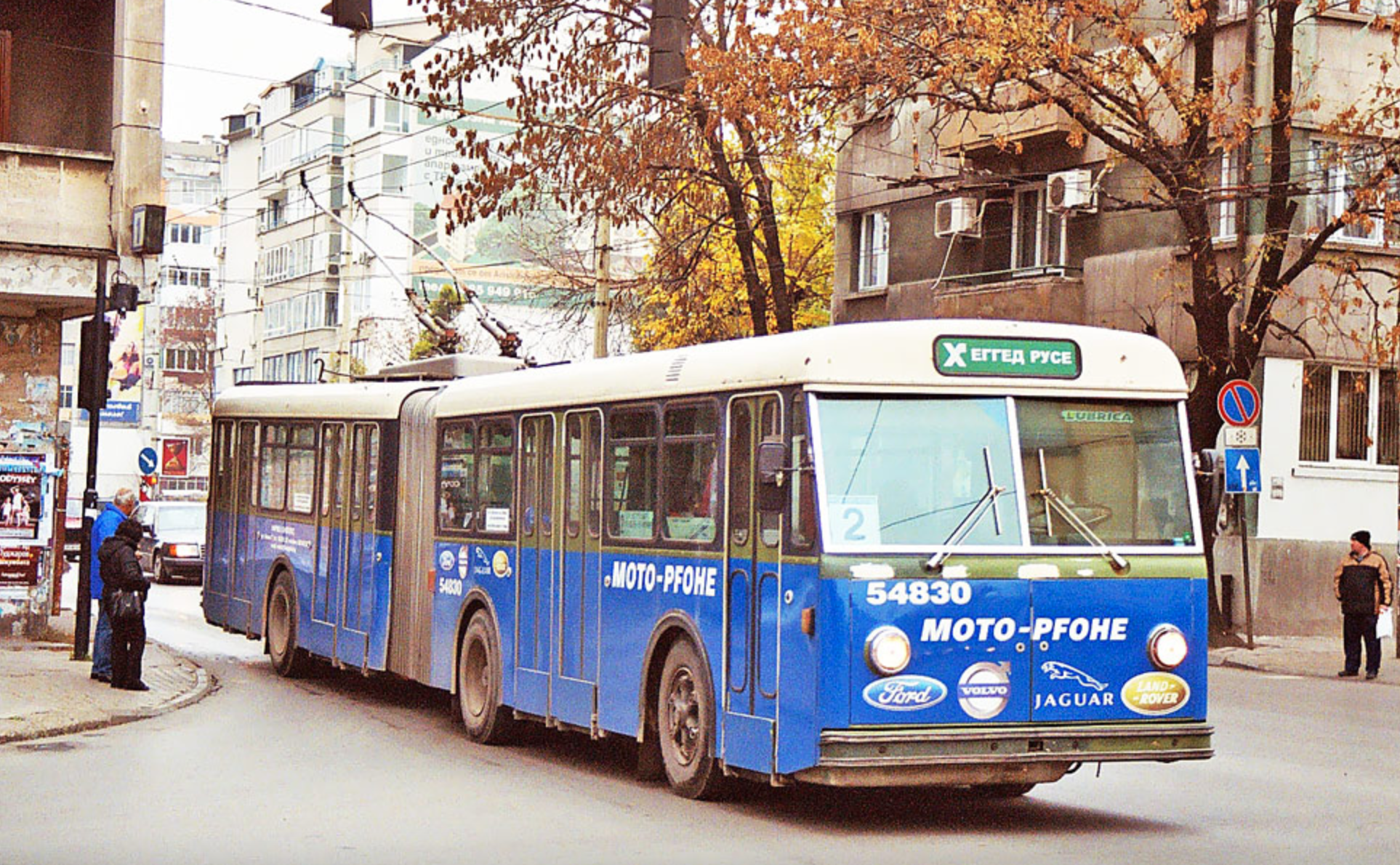
スイス・ベルンからの譲渡車両（2008年撮影）